# Musculus adductor minimus
De musculus adductor minimus is een kleine spier in de binnenzijde van het bovenbeen, van het dijbeen die van het schaambeen naar de achterzijde van het bovenste gedeelte van het dijbeen loopt. De musculus adductor minimus wordt ook wel beschouwd als het bovenste deel van de musculus adductor magnus.
Zoals de naam al zelf zegt behoort deze spier tot de adductoren van het bovenbeen.